# Илија Вакић
Илија Вакић (Косовска Митровица, 30. јул 1932 — Београд, 21. новембар 2023) био је друштвено-политички радник СФР Југославије, СР Србије и САП Косова.

## Биографија
Рођен је 30. јула 1932. године у Косовској Митровици. Завршио је Вишу политичку школу у Београду. Члан Комунистичке партије Југославије постао је 1949. године. Радио је као висококвалификовани електромонтер у Комбинату „Трепча“.
Био је секретар Општинског комитета СК у Вучитрну и у Косовској Митровици. Биран је за организационог секретара Покрајинског комитета, за секретара Покрајинског комитета, за секретара Извршног комитета ПК СК Косова и за члана Централног комитета СКЈ.
Од маја 1967. до маја 1974. године био је председник Извршног већа Скупштине САП Косова.
Представљао је Савез комуниста Косова у Централном комитету 12. конгреса СКЈ од 1982. до сазивања 13. конгреса 1986. године. Од 1986. до 1988. године, вршио је дужност у Савезном извршном већу, као председник Савезног одбора за питања бораца и инвалида.
Преминуо је 21. новембра 2023. године у Београду.